# Distrito electoral de North Osceola
North Osceola (en inglés: North Osceola Precinct) es un distrito electoral ubicado en el condado de Polk en el estado estadounidense de Nebraska. En el Censo de 2010 tenía una población de 987 habitantes y una densidad poblacional de 2,3 personas por km².

## Geografía
North Osceola se encuentra ubicado en las coordenadas 41°16′19″N 97°34′12″O / 41.27194, -97.57000. Según la Oficina del Censo de los Estados Unidos, North Osceola tiene una superficie total de 430.06 km², de la cual 425.36 km² corresponden a tierra firme y (1.09%) 4.7 km² es agua.

## Demografía
Según el censo de 2010, había 987 personas residiendo en North Osceola. La densidad de población era de 2,3 hab./km². De los 987 habitantes, North Osceola estaba compuesto por el 99.39% blancos, el 0% eran afroamericanos, el 0.1% eran amerindios, el 0% eran asiáticos, el 0% eran isleños del Pacífico, el 0.1% eran de otras razas y el 0.41% pertenecían a dos o más razas. Del total de la población el 0.51% eran hispanos o latinos de cualquier raza.